# HP Jornada

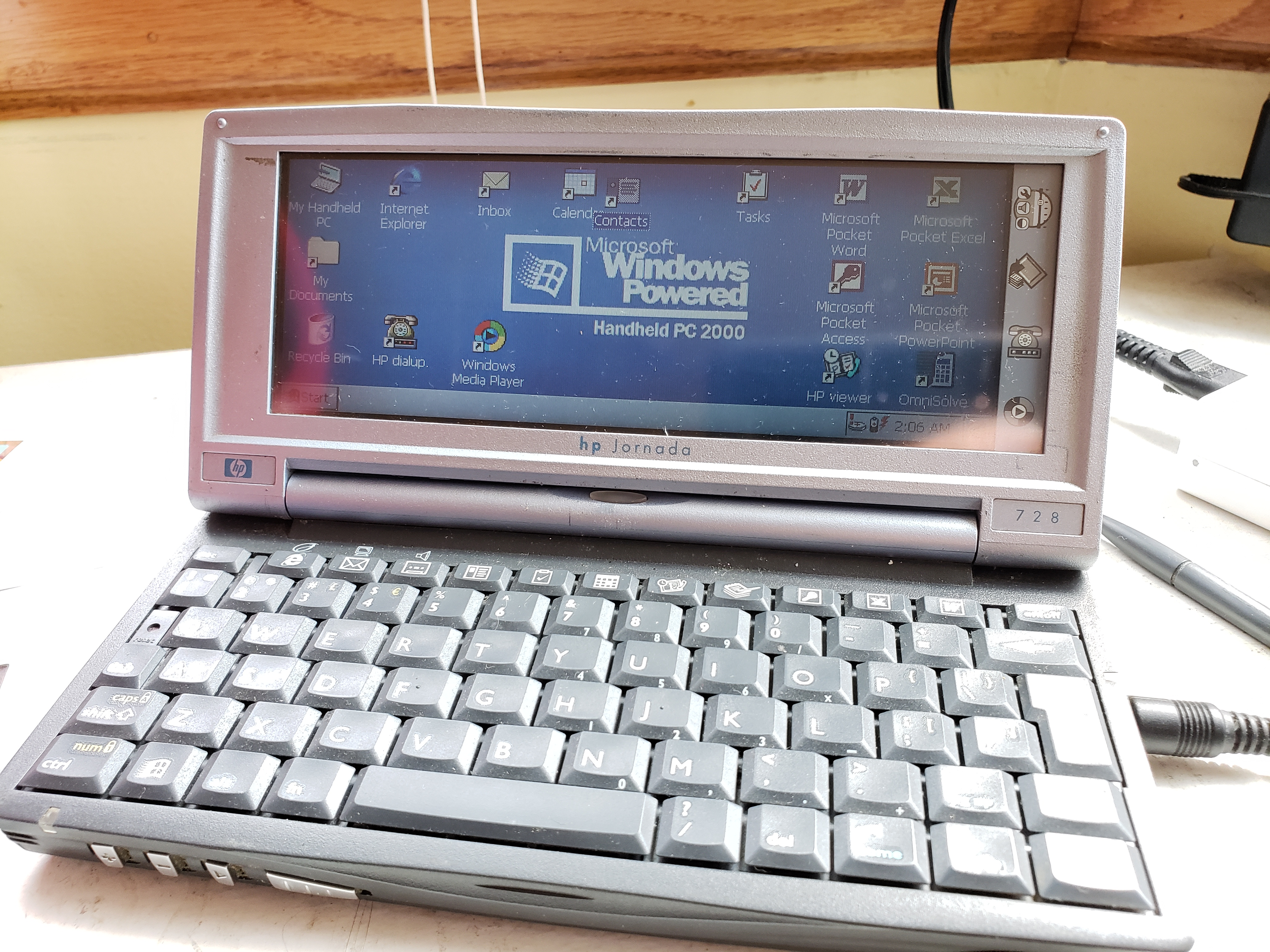
HP Jornada 728 — останній випущений кпк

Jornada — серія кишенькових комп'ютерів (КПК), що вироблялися компанією Hewlett-Packard у 1998—2002 роках. Усі моделі Jornada працювали під управлінням різних операційних систем на основі Microsoft Windows CE. У лінійці були КПК на платформі Handheld PC, Palm-size PC і Pocket PC. У 2002 році, після злиття Compaq з Hewlett-Packard, лінійку пристроїв Jornada було замінено на популярнішу лінійку iPAQ.

## Модельний ряд

### Handheld PC

#### Jornada 820/820e
HP Jornada 820 — перший представник серії Jornada, був анонсований 19 жовтня 1998 року. Пристрій працював під керуванням операційної системи Microsoft Handheld PC Professional Edition 3.0 (Windows CE 2.11). Апаратна частина на базі ARM-процесора Intel StrongARM з частотою 190 МГц, розмір пам'яті становив 16 МБ оперативної пам'яті і стільки постійної. Дана модель виділялася насамперед великим екраном за мірками КПК, з діагоналлю 8,2 дюйма (208 мм) та повноцінною роздільною здатністю VGA (640x480 пікселів). Екран відображав 256 кольорів, але, на відміну від інших КПК серії Jornada, не був сенсорним. Як вказівний пристрій використовувався невеликий тачпад. За габаритами (246 x 178 x 32,5 мм), вагою (1115 грам із батареєю), набором інтерфейсів (послідовний порт, сумісний з RS-232, порт USB 1.1, інфрачервоний порт (FIR, 4 Мбіт/с), роз'єм PCMCIA, підтримка карт пам'яті Compact Flash, вбудований модем, що забезпечує швидкість до 56 кбіт/с), та й за зовнішнім виглядом Jordana 820 був ближчим до ноутбуків. Jornada 820e відрізнялася від базової моделі відсутністю вбудованого модему. Jornada 820 постачався з TrueSync 2.0, щоб забезпечити підтримку власної синхронізації для КПК Franklin Rex Classic і Rex Pro.

#### Jornada 680/680e
Jornada 680, як і Jornada 820, був представлений широкому загалу наприкінці 1998 року. Як і старша модель, Jornada 680 працювала під управлінням Microsoft Handheld PC Professional 3.0 (Windows CE 2.11), але апаратно була ближчою до попередніх пристроїв серії LX. У пристрої використовувався SuperSH-3-процесор Hitachi з частотою 133 МГц. Обсяг ОЗП становив 16 МБ, ПЗП також 16 МБ. Екран пристрою був сенсорним, відображав до 65536 кольорів (після оновлення драйвера), розмір діагоналі — 6,5 дюйма (165 мм), роздільна здатність — 640x240. Для розширення функціональності можна було використовувати роз'єм PCMCIA, і роз'єм для карт пам'яті Compact Flash. Для зв'язку із зовнішніми пристроями використовувався інфрачервоний порт (SIR/CIR, 115,2 кбіт/c) і, традиційний для клавіатурних КПК Hewlett-Packard, послідовний порт, сумісний з RS-232 (з пропрієтарним роз'ємом). Крім того, в моделі Jornada 680 був присутній вбудований модем, що забезпечує швидкість до 56 кбіт/с (був відсутній у Jornada 680e). Габарити пристрою становили 189 x 95×34 мм, а вага 510 грам.

#### Jornada 690/690e

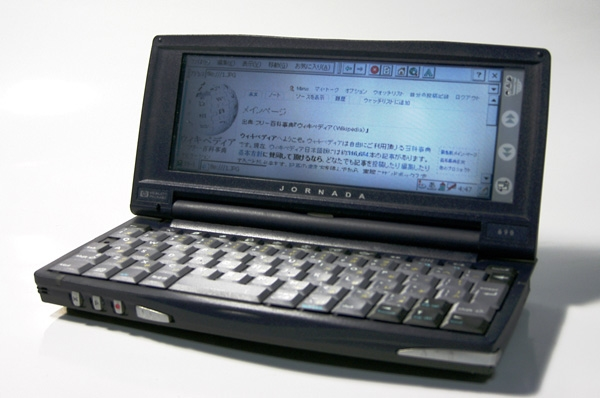
HP Jornada 690

Клавіатурний КПК Jornada 690 був представлений публіці в 1999 році. Модель була загалом аналогічна Jornada 680 і відрізнялася лише оновленим програмним забезпеченням і збільшеним до 32 МБ об'ємом оперативної пам'яті. Використовувалася операційна система Microsoft Handheld PC Professional 3.01. Модель Jornada 690e відрізнялася відсутністю вбудованого 56 кбіт/с модему.

#### Jornada 720
Handheld PC Jornada 720 був представлений у 2000 році. На відміну від попередніх моделей він був заснований на процесорі Intel StrongARM (як Jornada 820) з частотою 206 МГц. Пристрій працював під управлінням операційної системи Microsoft Handheld PC 2000 (Windows CE 3.0). З інших апаратних характеристик можна відзначити 32 МБ ПЗП і 32 МБ ОЗП, порт USB 1.1 і роз'єм для смарт-карт. До дрібних поліпшень належить поява стереозвуку і роз'єму 3,5 мм для навушників. Екран та інші характеристики (роз'єми PCMCIA і Compact Flash, інфрачервоний і послідовний порти), включаючи розміри і вагу, залишилися аналогічними моделі Jornada 690.

#### Jornada 710
КПК на платформі Handheld PC Jornada 710, що вийшов у 2001 році, представляв собою бюджетну версію моделі Jornada 720. Дана модель відрізнялася зменшеним до 24 МБ об'ємом постійної пам'яті і відсутністю модему. Крім того, комплект поставки був більш «бідним», ніж у старшої моделі.

#### Jornada 728
Jornada 728 — останній клавіатурний КПК (handheld PC), випущений компанією Hewlett-Packard. Модель було представлено в 2002 році. Від Jornada 720 цей пристрій відрізнявся збільшеним до 64 МБ ОЗП, оновленим програмним забезпеченням, більш ємною батареєю і невеликими косметичними змінами в дизайні. Як і попередники, модель працювала на StrongARM-процесорі з частотою 206 МГц під управлінням операційної системи Handheld PC 2000.

### Palm-size PC

#### Jornada 420/428
КПК Jornada 420 був презентований на початку 1999 року. Ця модель була одним із перших безклавіатурних КПК із кольоровим екраном. Пристрій було побудовано на базі SH3-процесора Hitachi з частотою 100 МГц, він працював під управлінням операційної системи Microsoft Palm-Size PC 1.2 (Windows CE 2.11). Сенсорний екран був розміром 3,5 дюйма (89 мм) з роздільною здатністю 240x320 пікселів і відображав до 65536 кольорів. КПК мав 8 МБ оперативної та постійної пам'яті, для зв'язку із зовнішніми пристроями, як і в моделях на платформі handheld PC, використовували інфрачервоний порт (SIR/CIR, 115,2 кбіт/с) і послідовний порт, сумісний з RS-232, був присутній також роз'єм для карт пам'яті Compact Flash. Для виведення звуку на зовнішні колонки або навушники був передбачений роз'єм 3,5 мм. Модель Jornada 428 відрізнялася комплектом поставки і набором встановленого програмного забезпечення. Розміри пристрою становили 81 x 130×23 мм, а вага — 250 грам.

#### Jornada 430/430SE
HP Jornada 430 був випущений наприкінці 1999 року і був удосконаленням Jornada 420/428. Частоту процесора було збільшено до 133 МГц, обсяг оперативної пам'яті зріс до 16 МБ. Крім того, було додано підтримку стереозвуку. Інші характеристики, зокрема габарити і вага, залишилися без змін. Модель 430SE відрізнялася від базової комплектом поставки тим, що поставлялися навушники.

### Pocket PC

#### Jornada 540
Jornada серії 540, що вийшли в середині 2000 року, були одними з перших КПК на базі платформи Microsoft Pocket PC 2000. У цих пристроях застосовувався SH3-процесор Hitachi з частотою 133 МГц. Екран діагоналю 3,7 дюйма (95 мм) і роздільною здатністю 240x320 відображав 4096 кольорів. Пристрій також мав відкидну кришку. Для зв'язку із зовнішніми пристроями можна було використовувати інфрачервоний порт (SIR/CIR, 115,2 кбіт/с), порт USB 1.1 (пропрієтарний роз'єм) і RS-232-сумісний послідовний порт (пропрієтарний роз'єм), крім того, був передбачений роз'єм для карт пам'яті Compact Flash (тип I). Усі моделі серії 540 підтримували стереозвук, для його виведення на навушники або колонки було встановлено стандартний роз'єм 3,5 мм. Обсяг ПЗП для всіх моделей становив 16 МБ, а обсяг ОЗП відрізнявся: 16 МБ для Jornada 545 і 32 МБ для Jornada 547/548. Габарити пристрою зменшилися порівняно з попередніми моделями (Jornada 430/430SE) і становили 78 x 130×16 мм, вага становила 260 грамів.

#### Jornada 520

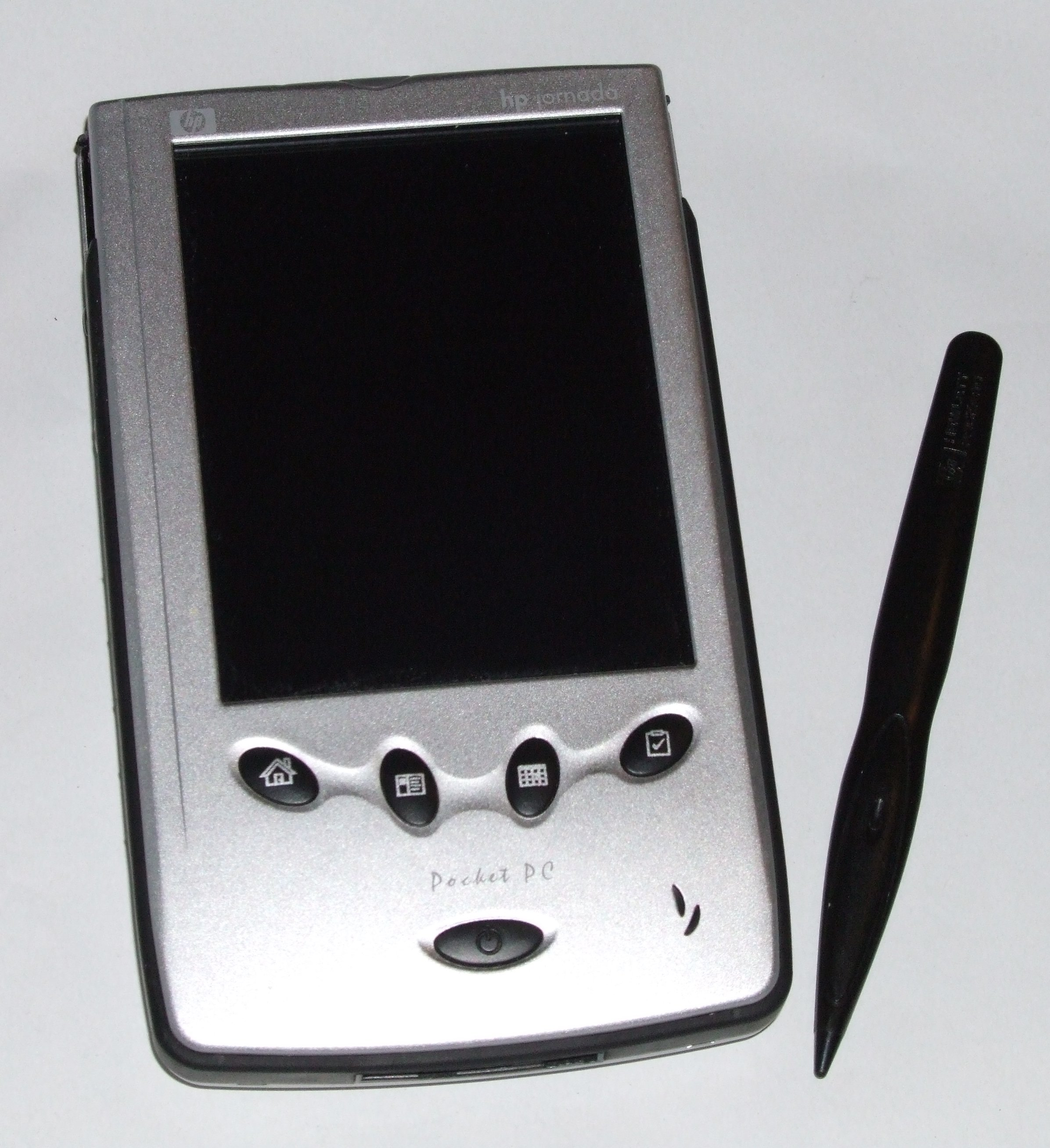
Hp Jornada 520

HP Jornada 520 представляли собою спрощену версію серії 540, вони вийшли наприкінці 2000 року. У пристрої використовувався менший екран з діагоналлю 3,5 дюйма (89 мм), кількість кольорів, що відображаються, була всього 256. Крім того, був відсутній порт USB 1.1. Всього в серії 520 було випущено 2 моделі: Jornada 520 і Jornada 525. Обидві моделі оснащувалися 16 МБ ОЗП і 16 МБ ПЗП і працювали під управлінням операційної системи Pocket PC 2000, а відрізнялися набором встановленого програмного забезпечення. За розмірами Jornada 520/525 не відрізнялася від моделей серії 540, але вага була трохи меншою (230 грам). Крім того, у молодших моделей не було відкидної кришки (її можна було придбати окремо) і вони були сріблястого кольору, тоді як старші були чорними.

#### Jornada 560

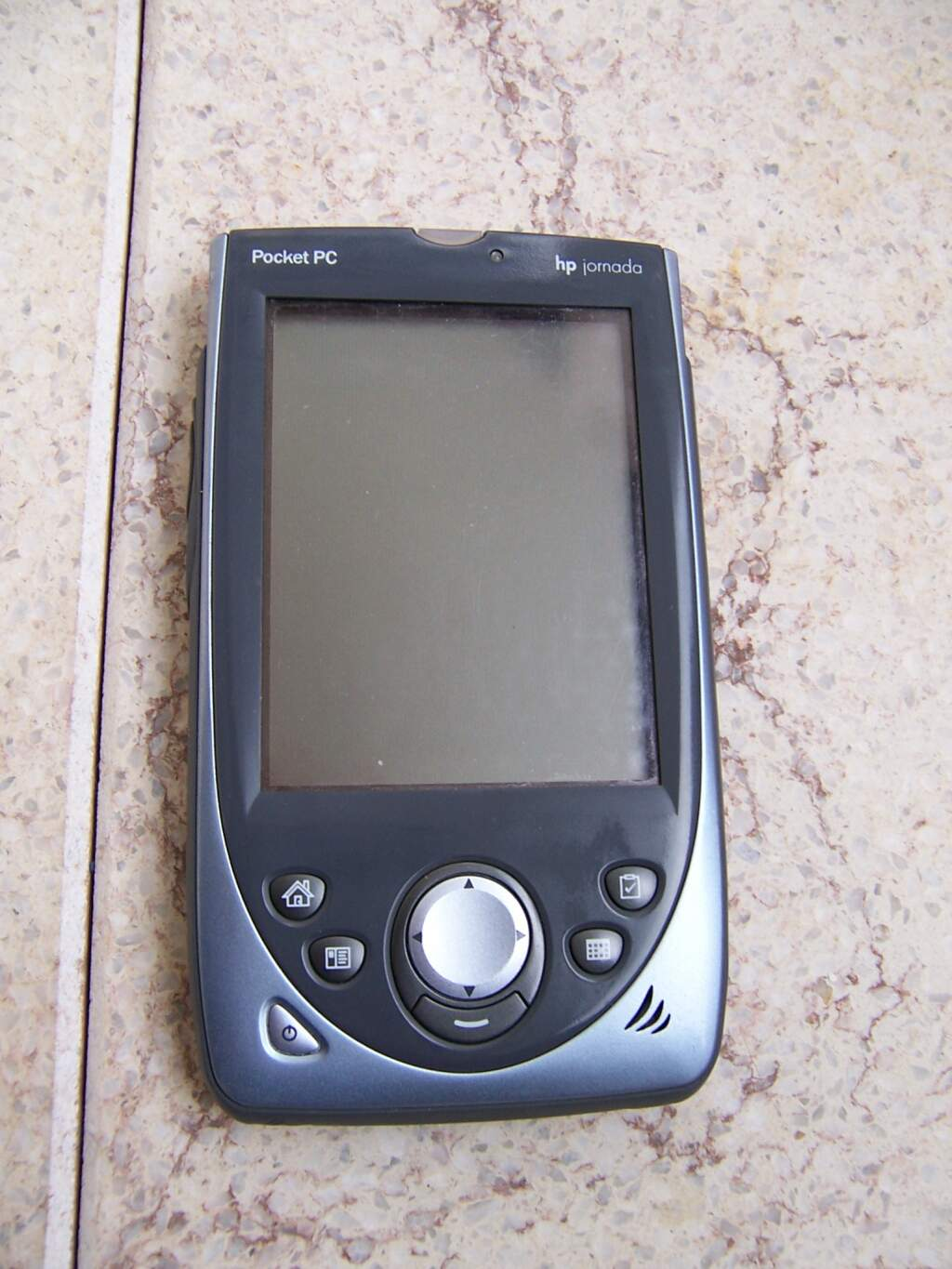
HP Jornada 560 один із пізніх КПК

КПК Jornada 560 серії були одними з перших пристроїв, що працюють під керуванням операційної системи Microsoft Pocket PC 2002. Моделі серії 560 значно відрізнялися від представників попередніх серій, дизайн пристрою було суттєво перероблено, з'явилася 5-позиційна навігаційна клавіша. У Jornada серії 560, як і в handheld PC Jornada серії 700, застосовувалися ARM-процесори Intel StrongARM з частотою 206 МГц. Екран з розміром діагоналі 3,6 дюйма (92 мм) і роздільною здатністю 240x320 був побудований на TFT-матриці і міг відображати до 65536 кольорів. Також було додано підтримку 16-бітного стереозвуку (у ранніх моделях звук був 12-бітовим). Набір інтерфейсів (роз'єм Compact Flash (тип I), інфрачервоний, послідовний RS-232-сумісний і USB порти) залишився таким самим, як і в попередніх моделях. КПК Jornada 564/565 мала 32 МБ ПЗП на основі флеш-пам'яті та 32 МБ ОЗП, а в Jornada 567/568 розмір ОЗП було збільшено до 64 МБ. Вага пристроїв серії 560 становила всього 173 грами, що було істотно менше ваги попередніх моделей, при збереженні практично тих же габаритів (76,5 x 132 x 17 мм).

### Телефон Jornada 928
HP Jornada 928 — перший телефон компанії Hewlett-Packard і єдиний у серії пристроїв Jornada. Смартфон працював під управлінням операційної системи Microsoft Pocket PC 2002 Phone Edition. Пристрій був призначений для використання в мережах GSM 900/1800 і продавався виключно на європейському ринку. Була анонсована також модель для мереж CDMA, розрахована на американський ринок, але так і не була випущена. Jornada 928 мала підтримку GPRS (клас 8). Як сигнал виклику можна було використовувати 16-голосні поліфонічні мелодії. За зовнішнім виглядом, набором інтерфейсів і функціональності комунікатор відповідав КПК серії 560, але був трохи більшим за габаритами (78 x 137 x 17 мм) і вагою (193 грами). Основний екран Jornada 928 за своїми характеристиками був майже таким самим як і в попередніх КПК, тільки розмір був дещо меншим і становив 3,5 дюйма (89 мм). Для захисту від пошкоджень основний екран і клавіші управління закривалися відкидною кришкою, для здійснення телефонних функцій у верхній частині пристрою були передбачені клавіші прийому і відбою виклику, а також додатковий монохромний екран з роздільною здатністю 132x32 крапки і синім підсвічуванням. Апаратна частина комунікатора була практично аналогічною Jornada 568 (об'єм ПЗП становив 32 МБ, ОЗП — 64 МБ), але використовувався інший ARM-процесор Texas Instruments OMAP 710 у парі з цифровим сигнальним процесором Texas Instruments TMS320C54x, що відповідає за телефонну частину пристрою.

#### Інтегровані рішення
Лабораторія HP у Брістолі, Великобританія, використовувала пристрої GPRS Jornada спочатку з моделлю 568, а потім з моделлю 928 для створення перших переносних комп'ютерів у Брістолі, починаючи від інтерактивних екскурсій містом і закінчуючи миттєвим перекладом Випробування також проводились керівництвом HP з такими великими клієнтами, як Disney, щоб дослідити використання цих технологій у бізнес-застосунках.

#### Прототипи
Організація Hewlett-Packard Appliances and Calculators Organization (ACO) в Мельбурні, Австралія, також працювала над HP Jornada X25 (F1904A), також відомим як «Calypso», КПК на базі адаптованої версії Linux, наданої австралійською та тайванською компаніями Lineo. Він був оснащений процесором StrongARM 133 МГц, 8 МБ флеш-пам'яті, 32 МБ оперативної пам'яті, портом розширення для компактних флеш-карт, інфрачервоним зв'язком та USB. Подібно до HP Xpander на базі Windows CE, який було скасовано в листопаді 2001 року, проект X25 також було скасовано незадовго до випуску на початку 2002 року. На етапі передсерійного виробництва було виготовлено від 140 до 200 одиниць